# Płyn Lugola
Płyn Lugola (łac. Iodi solutio aquosa) – wodny roztwór czystego jodu w roztworze jodku potasu, opracowany przez Jeana Lugola w roku 1829. Jest to przykład roztworu otrzymanego przez solubilizację: pierwiastkowy jod jest bardzo trudno rozpuszczalny w wodzie, ale dzięki obecności jodku potasu, który jest w tym układzie solubilizatorem, można otrzymać roztwór jodu o pożądanym stężeniu (w praktyce 1%, 2% lub 5%).
Jod cząsteczkowy tworzy z jodkiem potasu rozpuszczalny w wodzie kompleksowy jon trójjodkowy:
I
2 + I−
 → I−
3

## Otrzymywanie
Jodek potasu należy rozpuścić w niewielkiej objętości wody i w tym stężonym roztworze jodku potasu rozpuszcza się jod. Po całkowitym rozpuszczeniu uzupełnia się wodą do 100 części (jeśli rozpuszczono 1 gram jodu, uzupełnia się wodą do masy 100 g). Gotowy płyn Lugola przechowuje się w naczyniach z korkiem szklanym, chroniąc go przed światłem.

## Zastosowanie

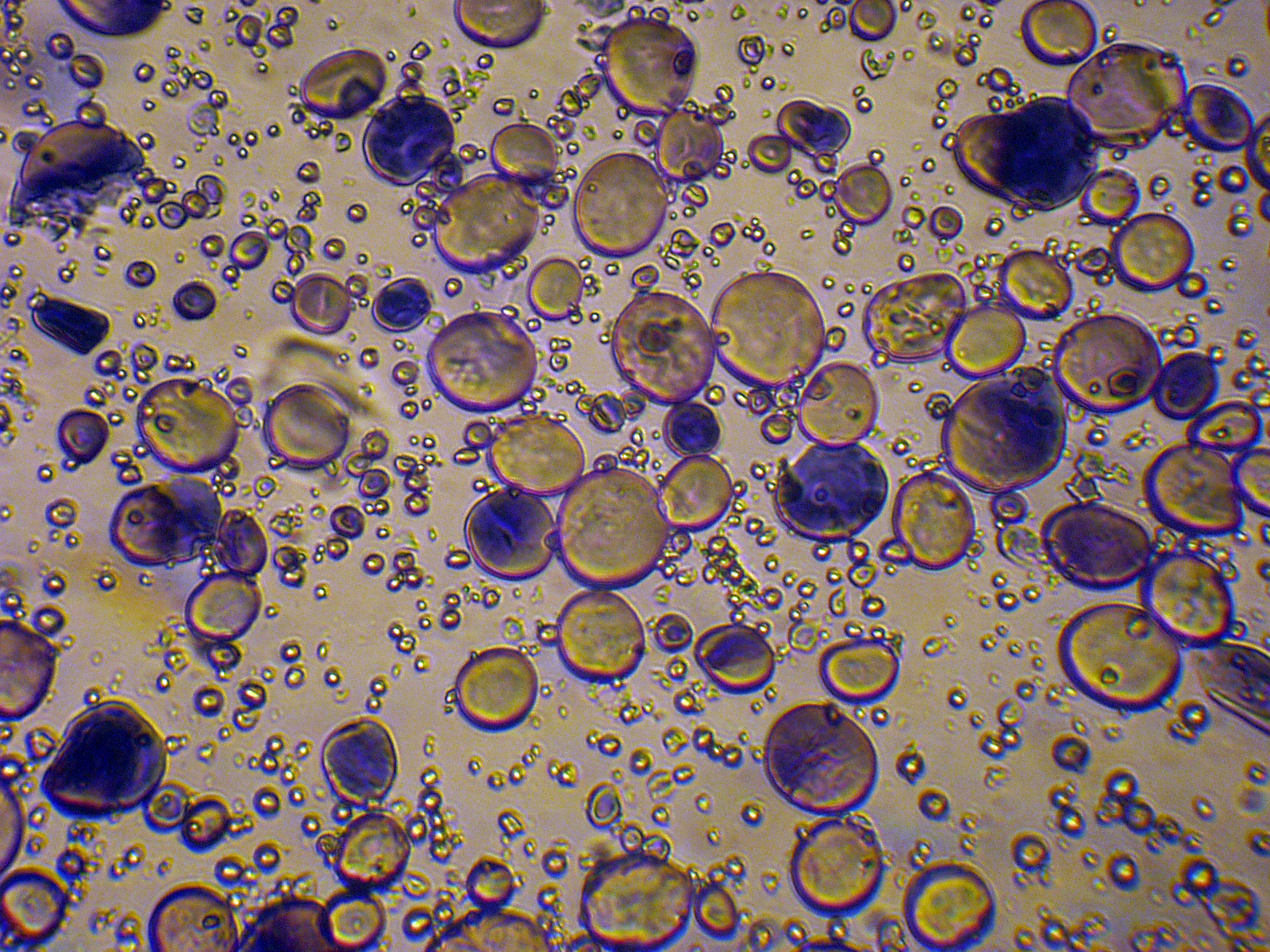
Barwienie skrobi płynem Lugola

Ma działanie odkażające, jest stosowany w leczeniu pewnych schorzeń tarczycy, w zależności od dawki pobudza lub hamuje czynność tego gruczołu. W postaci rozcieńczonej (kilka kropel na 100 ml wody) ma zastosowanie jako antyseptyk do płukania gardła.
Poza medycyną, płyn Lugola służy do wykrywania skrobi. Dodany do płynów zawierających skrobię zmienia ich barwę na fioletowoczarną, przy niewielkich stężeniach na niebieskofioletową. Technika ta jest prostą metodą wykrywania prób fałszowania mleka i śmietany mąką, zmierzających do zwiększenia ich lepkości i zakłócenia w ten sposób pomiaru zawartości białka w mleku (rozwodnienia). Metoda stosowana jest także do badania zacieru w browarnictwie (próba jodowa). Płyn Lugola wykorzystuje się do oceny stopnia rozkładu skrobi przy wyznaczaniu dojrzałości zbiorczej jabłek i gruszek przeznaczonych do długiego przechowywania.
Płynu Lugola używa się do utrwalania preparatów fitoplanktonu na krótki okres (do 6 miesięcy), jako że mniej niszczy materiał biologiczny niż tradycyjnie używana do konserwacji takich prób formalina.

### Katastrofa czarnobylska
Płyn Lugola, na wniosek specjalistów z Centralnego Laboratorium Ochrony Radiologicznej w Warszawie ze Zbigniewem Jaworowskim na czele, zaaplikowano bezpłatnie wielu obywatelom, szczególnie dzieciom, w całej Polsce w roku 1986 po wybuchu w elektrowni jądrowej w Czarnobylu w celu zapobieżenia wchłanianiu radioaktywnego izotopu jodu 131I z opadów promieniotwórczych powstałych w wyniku wybuchu i pożaru elektrowni. Nadwyżki jodu przyjęte w płynie Lugola miały za zadanie powstrzymywać wbudowywanie radioaktywnych izotopów jodu w hormony tarczycowe – tyroksynę i trójjodotyroninę (profilaktyka raka tarczycy).
Zastosowanie płynu Lugola, z perspektywy czasu, było zbędne w opinii samego Jaworowskiego, który w rozmowie z dziennikarzem „Polityki” stwierdził w 2006: …gdybym miał wówczas obecną wiedzę na temat skali skażeń i tego, co dokładnie wydarzyło się w czarnobylskiej elektrowni, nie rekomendowałbym nawet podawania ludności płynu Lugola. Główną motywacją tego działania była całkowita blokada informacyjna ze strony ZSRR – naukowcy, nie znając prognozy nasilenia promieniowania, brali pod uwagę najbardziej pesymistyczny wariant.